# Distretto di Araban
Il distretto di Araban (in turco Araban ilçesi) è uno dei distretti della provincia di Gaziantep, in Turchia.